# Hertig i jeans
Hertig i jeans (engelska: The Duke Wore Jeans) är en brittisk komedifilm från 1958 i regi av Gerald Thomas.

## Handling
En enkel Londongrabb charmar en sydamerikansk prinsessa genom att utge sig för att vara en engelsk hertig.

## Rollista i urval
- Tommy Steele - Tony Whitecliffe / Tommy Hudson
- June Laverick - prinsessan Maria
- Michael Medwin - Cooper
- Alan Wheatley - kungen av Ritalla
- Mary Kerridge - drottningen
- Eric Pohlmann - prmiärminister Bastini
- Noel Hood - Lady Marguerite
- Elwyn Brook-Jones - Bartolomeo
- Clive Morton - Lord Edward Whitecliffe
- Ambrosine Phillpotts - Lady Cynthia Whitecliffe
- Cyril Chamberlain - bartender